# Skærlund Kirke
Skærlund Kirke ligger i Skærlund Sogn, Ikast-Brande Kommune (Viborg Stift).
Skærlund Kirke blev opført i 1896 uden for egentlige bysamfund for at tilgodese befolkningen, der ellers havde meget langt til kirken i det daværende Brande Sogn. Kirken er en korskirke opført i rødt tegl og har skifertag. I korsets midte hæver tårnet sig op. Klokken hænger i en trækonstruktion for sig selv på kirkens grund.
I 1978 fik kirken to mosaikruder af glas, skabt af Knud Lollesgaard og indsat i væggen i koret. Motiverne symboliserer de kristne højtider, påske og pinse. I samme forbindelse blev træværket i kirken malet i almuefarver. Det murede alterbord er kalket hvidt, og ovenpå ligger en granitplade. Dette bord stammer fra 2003, efter at der tidligere havde været et bord af træ. Krucifikset bag alteret er skabt af Erik Heide i moseeg.